# Ryszard Jajte
Ryszard Andrzej Jajte (ur. 10 września 1933 w Poznaniu) – polski matematyk, profesor zwyczajny od 1982 roku. Profesor emerytowany Wydziału Matematyki i Informatyki Uniwersytetu Łódzkiego.
Ukończył studia matematyczne w 1959 na Uniwersytecie Łódzkim, uczeń i doktorant Lecha Włodarskiego. Twórca łódzkiej szkoły teorii prawdopodobieństwa. W latach 1973–1981 był dyrektorem Instytutu Matematyki UŁ. W 2005 roku otrzymał Nagrodę Miasta Łodzi. Jest Kawalerem Orderu Odrodzenia Polski, został odznaczony Honorową Odznaką m. Łodzi (1982), Medalem Komisji Edukacji Narodowej. 

## Potomkowie naukowi
Jak dotąd posiada trzech potomków naukowych z tytułem profesora zwyczajnego
- Stanisław Goldstein
- Andrzej Łuczak
- Adam Paszkiewicz